# Fabio Pisacane
Fabio Pisacane (Napoli, 28 de janeiro de 1986) é um ex-futebolista e atual treinador italiano que atuava como zagueiro. Atualmente é treinador do Cagliari.

## Carreira
Fabio Pisacane começou a carreira no Genoa.

### Cagliari
Em 2015, se transferiu para o Cagliari.